# (13613) 1994 UA3
1994 يو أي 3 (ويعرف أيضًا باسم (13613) 1994 يو أي 3 وفق تسمية الكوكب الصغير) (بالإنجليزية: 1994 UA3)‏ هو كويكب ضمن حزام الكويكبات؛ وترتيبه 13613 من حيث الاكتشاف.
اكتُشف هذا الجُرم الفلكي بواسطة هيروشي كانيدا في 26 أكتوبر 1994.

## وصلات خارجية
- (13613) 1994 UA3 في قاعدة بيانات مختبر الدفع النفاث لأجرام النظام الشمسي الصغيرة

- الاكتشاف · مخطط المدار ·  العناصر المدارية · المعلمات المادية

- (13613) 1994 UA3 على موقع ويكي سكاي: DSS2, SDSS, GALEX, IRAS, Hydrogen α, X-Ray, Astrophoto, Sky Map, Articles and images